# 29. duben
29. duben je 119. den roku podle gregoriánského kalendáře (120. v přestupném roce). Do konce roku zbývá 246 dní. Svátek má Robert.

## Události

### Česko
- 1086 – Císař Jindřich IV. vydal v Řezně listinu, jíž potvrdil hranice pražského biskupství. Tato písemnost obsahuje nejobsáhlejší geografický popis okrajových území raně středověkých Čech a Moravy.[1]
- 1902 – Tomáš Garrigue Masaryk odjel do USA učit na Chicagskou univerzitu, kde měl 24 přednášek.
- 1919 – Česká strana agrární na svém sjezdu přijala název Republikánská strana československého venkova.
- 1945
  - V Praze se uskutečnila ustavující schůze České národní rady, předsedou byl zvolen Albert Pražák, místopředsedou Josef Smrkovský.
  - Partyzáni obsadili Salaš, vyhnali vlasovce a spolu s četou 4. rumunské armády osvobodili památný Velehrad.
- 1949 – Biskupové římskokatolické církve na biskupské konferenci v Olomouci schválili stanovisko arcibiskupa Josefa Berana přerušit jednání s vládou a také oběžník duchovním o protiústavnosti postupu vlády proti církvi.
- 1956 – V Praze skončil II. sjezd československých spisovatelů, kde účastníci kritizovali vládnoucí režim, požadovali zrušení cenzury a spravedlnost pro své kolegy, kteří nesměli vydávat knihy.
- 1991 – Snahy moravského hnutí o obnovení moravskoslezské samosprávy vyvrcholily protestním pochodem Prahou.
- 2013 – Při explozi v pražské kancelářské budově, pravděpodobně způsobené zemním plynem, bylo zraněno 43 lidí.

### Svět
- 1429 – Stoletá válka, obléhání Orléansu: Posily se zásobami pod vedením sv. Johanky z Arku dorazily do Orléansu.
- 1540 – Císař Karel V. odňal veškerá privilegia městu Gent.
- 1623 – Jedenáct nizozemských lodí vyplulo dobýt Peru.
- 1899 – Camille Jenatzy jako první člověk v automobilu překonal rychlost 100 km/h.
- 1917 – Gideon Sundback dostal americký patent na vynález zipu.
- 1945
  - Americká armáda osvobodila koncentrační tábor Dachau.
  - Adolf Hitler se v bunkru pod říšským kancléřstvím v Berlíně oženil s Evou Braunovou.
- 1953 – První experimentální 3D televizní vysílání v USA – epizoda seriálu Space Patrol.
- 2017 – V Turecku byl rozhodnutím internetového regulátora zablokován přístup na všechny jazykové verze Wikipedie.

## Narození

### Česko

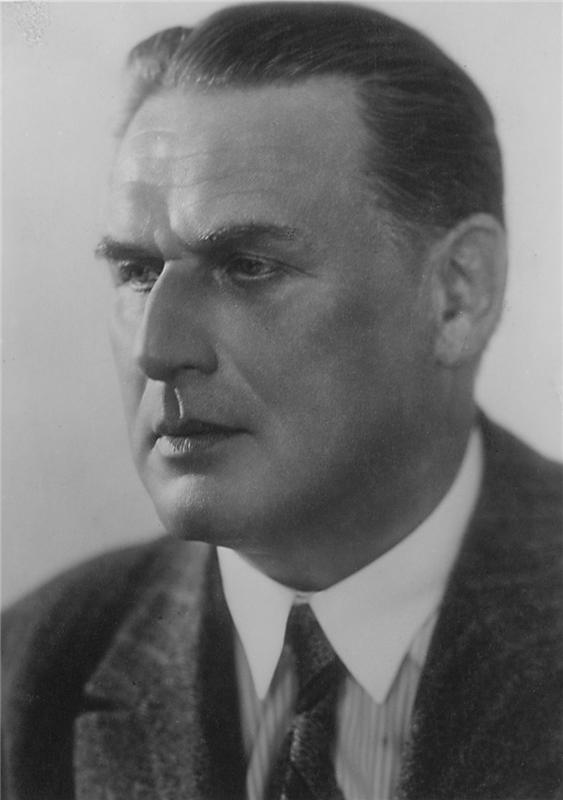
Václav Vydra (* 1876)

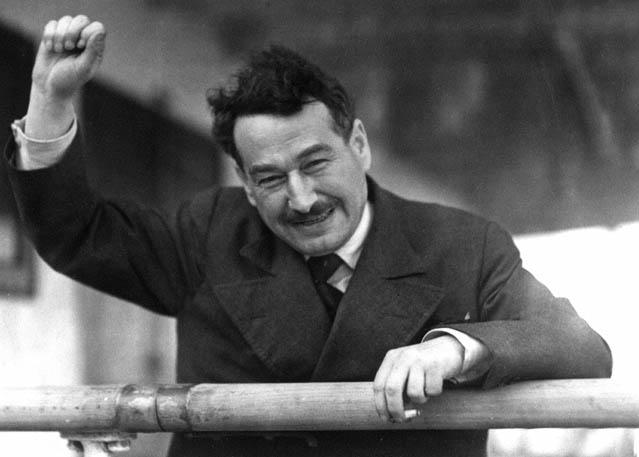
Egon Erwin Kisch (* 1885)

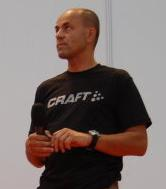
Radek Jaroš (* 1964)

- 1748 – Kristián Filip Clam-Gallas, šlechtic a mecenáš († 8. února 1805)
- 1798 – Rudolf von Thyssebaert, olomoucký prelát a biskup († 12. května 1868)
- 1824 – Antonín Horný, rektor olomoucké univerzity († 12. října 1908)
- 1837 – Vilém Blažek, olomoucký kanovník a biskup († 6. března 1912)
- 1852 – Josef Doubrava, královéhradecký biskup († 20. února 1921)
- 1856 – František Albert, chirurg a spisovatel († 22. července 1923)
- 1857 – František Ondříček, houslista a hudební skladatel († 12. dubna 1922)
- 1859 – Václav Štech, divadelní ředitel a spisovatel († 27. února 1947)
- 1864
  - Bohumil Fischer, československý politik († 22. prosince 1934)
  - Josef Štýbr, lékař a překladatel († 20. června 1938)
- 1870 – Josef Sakař, kněz, středoškolský pedagog a historik († 25. listopadu 1937)
- 1876 – Václav Vydra, divadelní herec a režisér († 7. dubna 1953)
- 1879 – Antonín Šolc, československý politik († 23. srpna 1951)
- 1880 – Jan Löwenbach, advokát, hudební kritik, básník, libretista († 13. srpna 1972)
- 1885 – Egon Erwin Kisch, pražský německy píšící reportér a spisovatel († 31. března 1948)
- 1886 – Kamil Roškot, architekt († 12. července 1945)
- 1894 – Karel Pazderský, učitel a malíř († 1945)
- 1895 – Jan W. Speerger, herec († 25. června 1950)
- 1907
  - Rudolf Macudzinski, klavírista a hudební skladatel († 2. února 1986)
  - Antonín Žváček, skladatel a dirigent dechové hudby († 4. září 1981)
- 1908 – Ludmila Červinková, operní pěvkyně († 16. září 1980)
- 1911
  - Jiří Novotný, architekt a urbanista († 24. prosince 2000)
  - Jaroslav Šlezinger, sochař († 2. srpna 1955)
- 1916 – Zdenek Seydl, malíř († 17. června 1978)
- 1920 – Václav Neumann, dirigent († 2. září 1995)
- 1921 – Pavel Vranský, letec a bojovník od Tobrúku († 24. června 2018)
- 1923 – Radim Drejsl, skladatel, klavírista a dirigent († 20. dubna 1953)
- 1924 – Rudolf Anděl, historik a pedagog († 2. ledna 2018)
- 1929 – Václav Kučera, muzikolog, hudební skladatel, a pedagog († 22. duben 2017)
- 1931
  - Zdeněk Kolářský, sochař
  - Václav Vlasák, jazykovědec († 5. února 2014)
- 1938 – Hynek Bočan, režisér
- 1939 – František Xaver Thuri, hudební skladatel († 22. dubna 2019)
- 1943 – Vladimír Poštulka, textař, spisovatel a gurmet-kritik
- 1945 – Zdeněk Tylšar, hornista a hudební pedagog († 18. srpna 2006)
- 1946 – Pavel Brümer, zpěvák a hráč na banjo († 15. září 2015)
- 1950 – Ladislav Kučera, kytarista, písničkář, zpěvák a výrobce kytar
- 1952 – Jana Matějcová, produkční, moderátorka a herečka
- 1964 – Radek Jaroš, horolezec, všech čtrnáct osmitisícovek
- 1965 – Ivana Zemanová, druhá a současná manželka prezidenta Miloše Zemana
- 1973 – Stanislav Řezáč, běžec na lyžích
- 1978 – Železník, kůň, čtyřnásobný vítěz Velké pardubické († 22. prosince 2004)
- 1988 – Jan Kudlička, atlet

### Svět

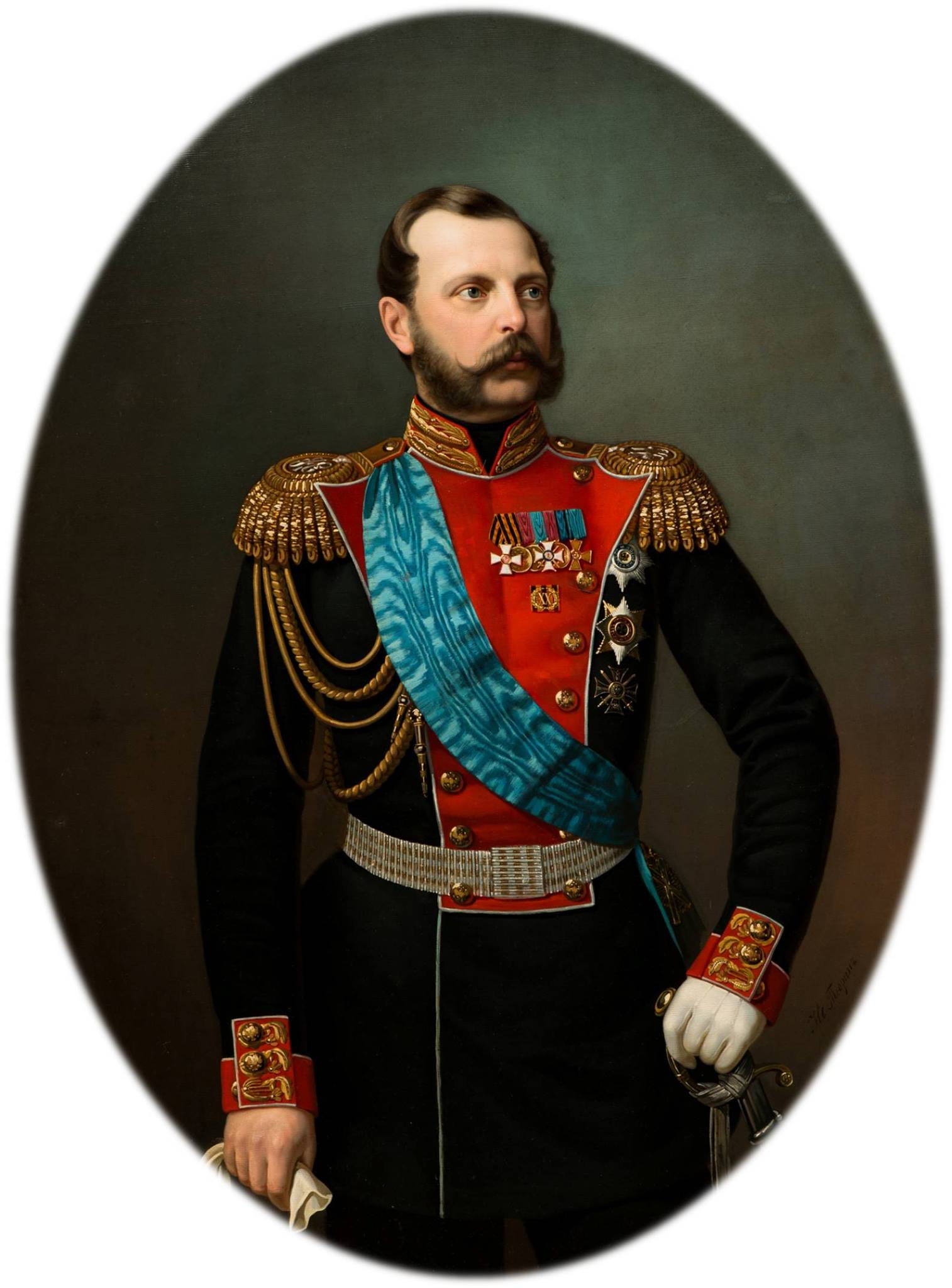
Alexandr II. (* 1818)

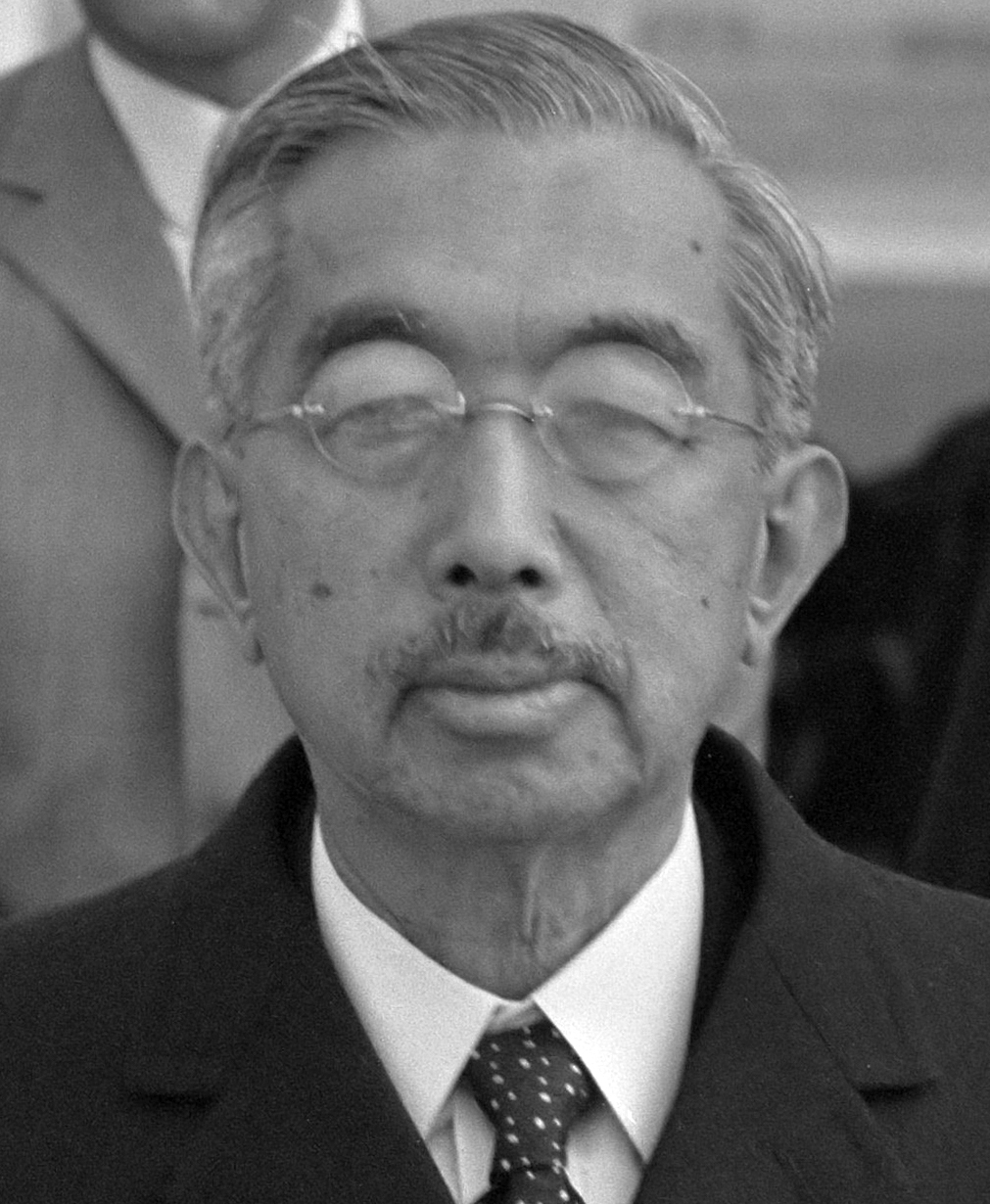
Hirohito (* 1901)

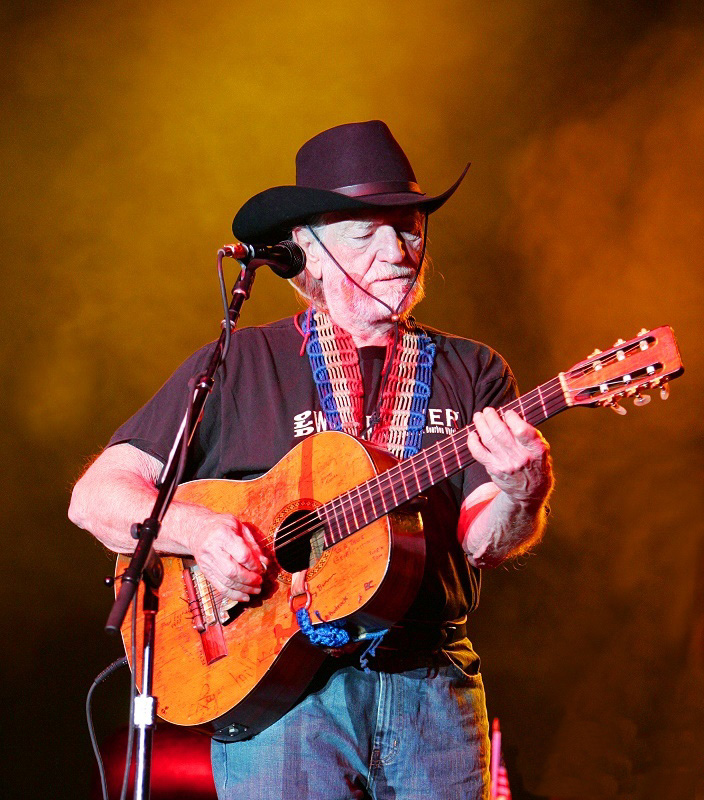
Willie Nelson (* 1933)

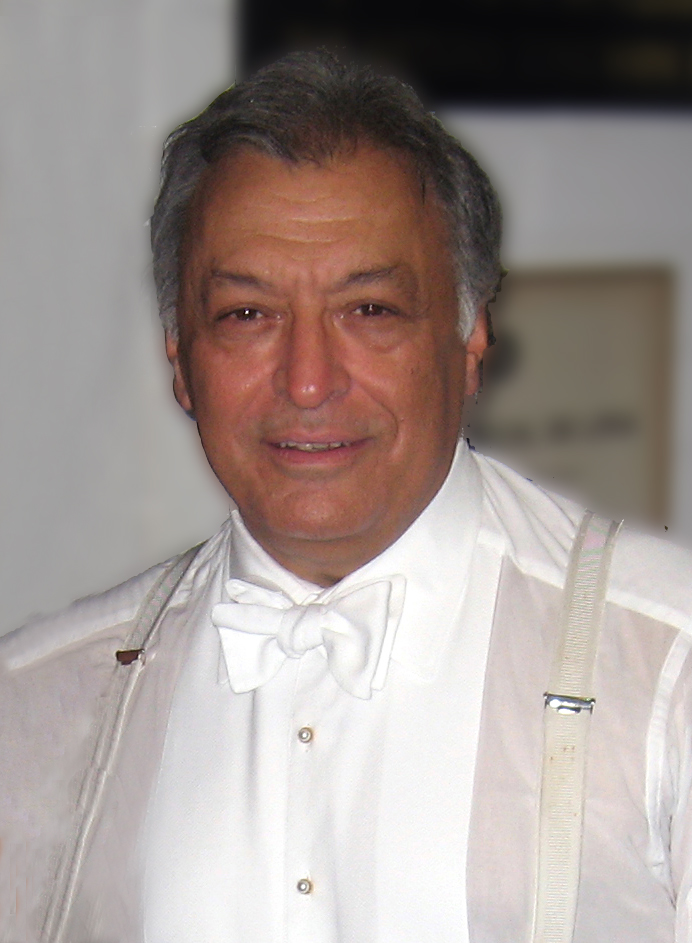
Zubin Mehta (* 1936)

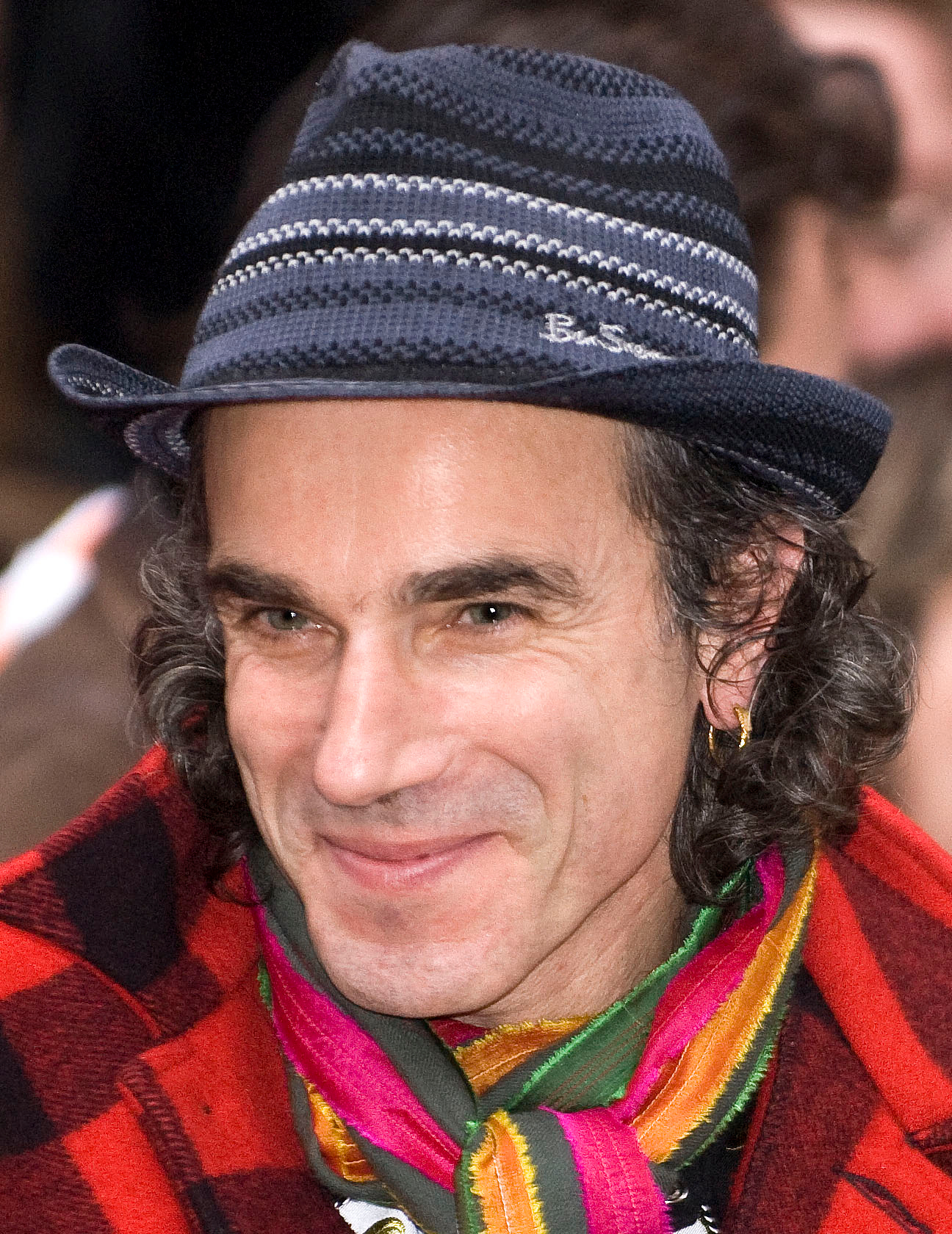
Daniel Day-Lewis (* 1957)

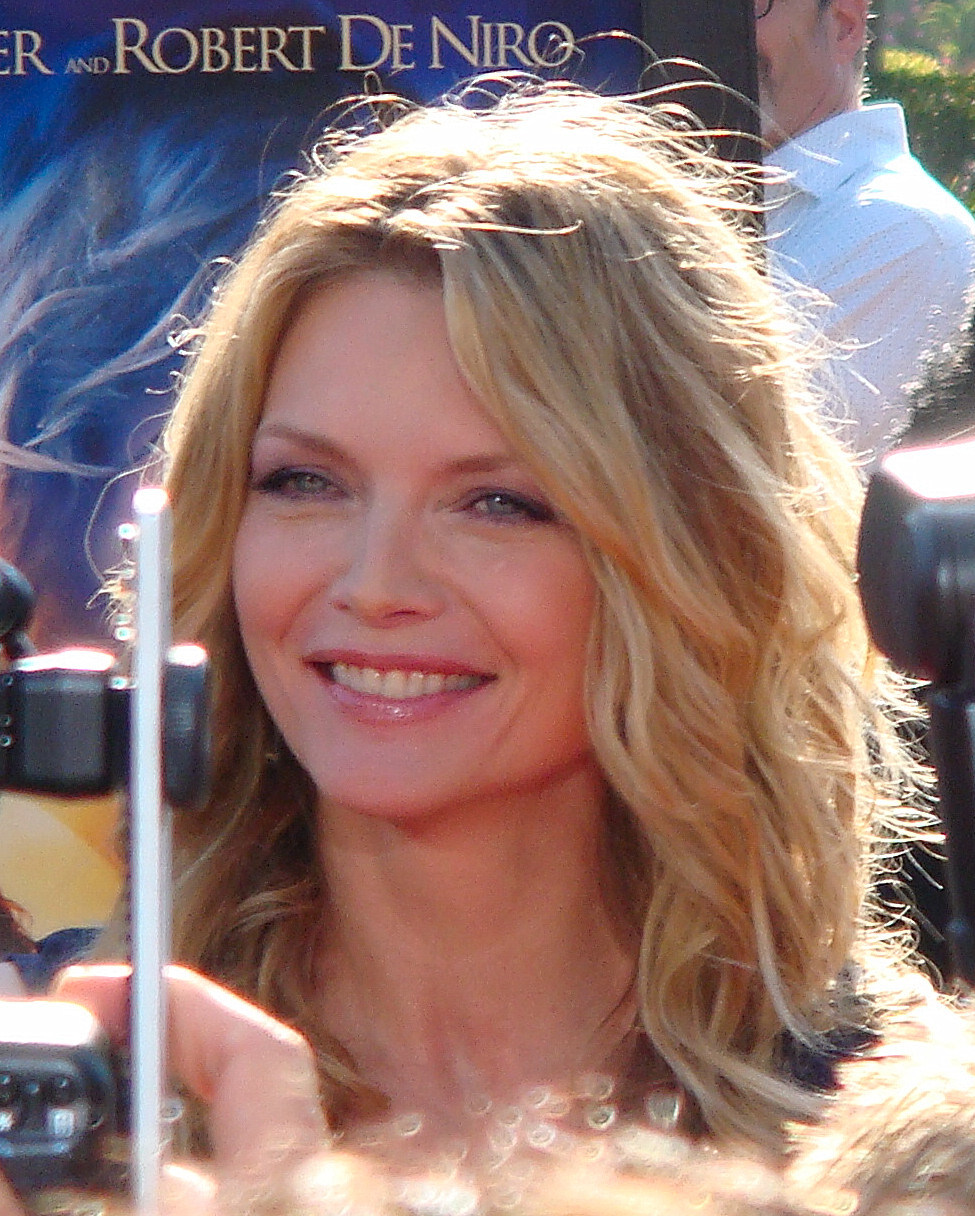
Michelle Pfeifferová (* 1958)

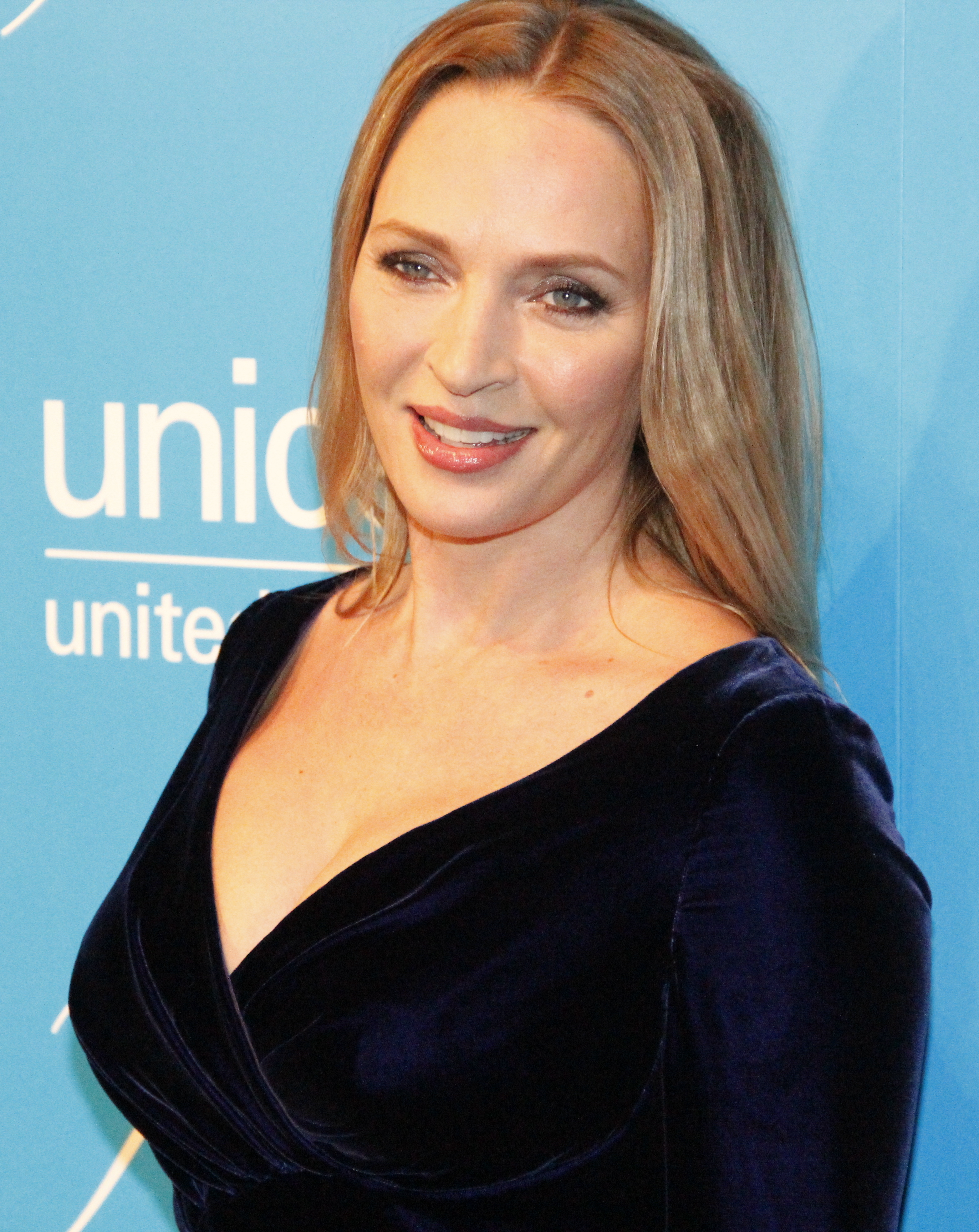
Uma Thurman (* 1970)

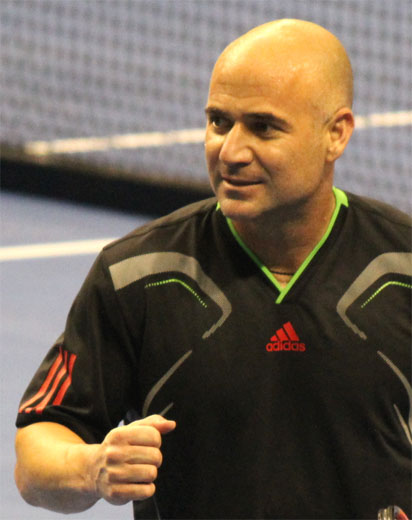
Andre Agassi (* 1970)

- 1542 – Jindřich III. Minsterberský, olešnický kníže († 10. dubna 1587)
- 1553 – Albrecht Fridrich Pruský, pruský vévoda († 27. srpna 1618)
- 1618 – Viktorie Farnese, vévodkyně z Moderny a Reggia († 10. srpna 1649)
- 1665 – James Butler, 2. vévoda z Ormonde, britský vojevůdce, státník a šlechtic († 16. září 1745)
- 1700 – Karel Fridrich Holštýnsko-Gottorpský, německo-švédský šlechtic († 18. července 1739)
- 1741 – Lorenzo Caleppi, italský kardinál († 10. ledna 1817)
- 1744 – Norbert Schreier, slovenský teolog, filozof a hebraista († 26. října 1811)
- 1745 – Oliver Ellsworth, americký právník a politik († 26. listopadu 1807)
- 1754 – Ferenc Széchényi, uherský šlechtic, učenec a filantrop († 13. prosince 1820)
- 1762 – Jean-Baptiste Jourdan, francouzský generál († 23. listopadu 1833)
- 1764 – Rudolf Ackermann, německý tiskař († 30. března 1834)
- 1767 – Carl Philipp von Wrede, bavorský polní maršál a diplomat († 12. prosince 1838)
- 1783 – David Cox, britský malíř († 7. června 1859)
- 1785 – Karl Drais, německý lesník a vynálezce († 12. prosince 1851)
- 1803 – James Brooke, britský dobrodruh, rádža ze Sarawaku († 11. června 1868)
- 1805 – Auguste Barbier, francouzský básník († 13. února 1882)
- 1818 – Alexandr II. Nikolajevič, ruský car († 13. března 1881)
- 1823 – Daniel Harrwitz, německý šachový mistr († 9. ledna 1884)
- 1837 – Georges Boulanger, francouzský generál a politik († 30. září 1891)
- 1854 – Henri Poincaré, francouzský matematik, fyzik, astronom a filozof († 1912)
- 1862 – Joseph Altsheler, americký spisovatel († 5. června 1919)
- 1863
  - Konstantinos Kavafis, řecký básník († 29. dubna 1933)
  - Maria Teresa Ledóchowska, polská misionářka († 6. července 1922)
- 1871 – William Stern, americký psycholog a filozof († 27. března 1938)
- 1875 – Rafael Sabatini, britský spisovatel († 13. února 1950)
- 1876 – Zauditu I., etiopská císařovna († 2. dubna 1930)
- 1877 – Jacob Merkelbach, nizozemský fotograf († 6. února 1942)
- 1887 – Frederik Jacobus Johannes Buytendijk, nizozemský biolog, antropolog a psycholog († 21. října 1974)
- 1893 – Harold Urey, americký fyzikální chemik, Nobelova cena za chemii 1934 († 5. ledna 1981)
- 1895 – Vladimir Jakovlevič Propp, ruský lingvista († 22. srpna 1970)
- 1899 – Duke Ellington, vedoucí jazzového orchestru († 24. května 1974)
- 1901 – Hirohito, japonský císař († 7. ledna 1989)
- 1903 – Nikolaj Ivanovič Krylov, velitel strategických raketových sil Sovětské armády († 9. února 1972)
- 1907
  - Fred Zinnemann, rakousko-americký filmový režisér († 14. března 1997)
  - Tino Rossi, francouzský zpěvák a herec († 26. září 1983)
- 1912 – Moše Landau, předseda Nejvyššího soudu Izraele († 1. května 2011)
- 1916 – Lars Korvald, premiér Norska († 4. července 2006)
- 1917 – Maya Deren, americká filmová režisérka, choreografka, tanečnice, spisovatelka a fotografka († 13. října 1961)
- 1922 – Toots Thielemans, belgický hudebník († 22. srpna 2016)
- 1926 – Pierre Radvanyi, francouzský jaderný fyzik německého původu
- 1927 – Jozef Remek, československý vojenský letec, generál († 2002)
- 1928 – Antônio Eliseu Zuqueto, brazilský římskokatolický duchovní, biskup († 23. srpna 2016)
- 1929
  - Maurice F. Strong, kanadský podnikatel, ropný magnát a politik († 27. listopadu 2015)
  - Peter Sculthorpe, australský hudební skladatel († 8. srpna 2014)
- 1930
  - Jean Rochefort, francouzský herec († 9. října 2017)
  - Joe Porcaro, americký bubeník
- 1931 – Lonnie Donegan, britský zpěvák, skladatel a hudebník († 3. listopadu 2002)
- 1932 – Andy Simpkins, americký kontrabasista († 2. června 1999)
- 1933
  - Mark Eyskens, premiér Belgie
  - Willie Nelson, americký skladatel, textař, zpěvák, herec a aktivista
- 1934 – Pedro Pires, kapverdský prezident
- 1936
  - Zubin Mehta, dirigent indického původu
  - Adolfo Nicolás, třicátý generální představený Tovaryšstva Ježíšova († 20. května 2020)
  - Volker Strassen, německý matematik a informatik
- 1937 – Lluís Martínez Sistach, španělský kardinál
- 1938
  - Bernard Madoff, americký podnikatel, bývalý předseda burzy NASDAQ († 14. dubna 2021)
  - Klaus Voormann, německý grafik, hudebník a producent
  - Joan Peters, americká spisovatelka († 6. ledna 2015)
- 1940 – Peter A. Diamond, americký ekonom, Nobelova cena 2010
- 1941 – Jean-Marie Bottequin, belgický fotograf, fotoreportér a mim
- 1944 – Hermann Scheer, předseda Světové rady pro obnovitelné zdroje energie († 14. října 2010)
- 1945
  - Tammi Terrell, americká zpěvačka a textařka písní († 16. března 1970)
  - Hugh Hopper, britský baskytarista († 7. června 2009)
- 1946
  - Franc Roddam, britský filmový režisér
  - Aleksander Wolszczan, polský astronom
  - Humphrey Carpenter, britský životopisec, spisovatel a rozhlasový hlasatel († 4. ledna 2005)
- 1947
  - Jacob Holdt, dánský fotograf, spisovatel a pedagog
  - Zbigniew Zaleski, polský politik († 31. srpna 2019)
- 1953 – Nikolaj Budarin, ruský kosmonaut
- 1954
  - Jake Burton Carpenter, americký snowboardista, spoluvynálezce snowboardu († 20. listopadu 2019)
  - Masaaki Suzuki, japonský dirigent a hráč na klávesové nástroje
  - Helen Volková, zimbabwská pozemní hokejistka
- 1955 – Kate Mulgrewová, americká herečka
- 1957 – Daniel Day-Lewis, britský herec
- 1958
  - Michelle Pfeifferová, americká herečka
  - Doreen Virtue, americká jasnovidka, léčitelka a spisovatelka
- 1959
  - Roger Eno, britský hudebník a skladatel
  - Craig Armstrong, britský hudební skladatel
- 1970
  - Andre Agassi, americký tenista
  - Uma Thurman, americká herečka
- 1974
  - Barbora Bobuľová, slovenská herečka
  - Julian Knowle, rakouský tenista
- 1978
  - Bob Bryan, americký tenista
  - Mike Bryan, americký tenista
  - Niko Kapanen, finský hokejista
- 1980 – Patrick Staudacher, italský lyžař
- 1981 – Michal Gottwald, slovenský fotbalista
- 1983 – Semih Şentürk, turecký fotbalista
- 1987 – Sara Erraniová, italská tenistka
- 1991 – Steven Luatua, samojský ragbista
- 2001 - Johannes Pietsch, rakouský zpěvák. Výherce eurovision 2025

## Úmrtí

### Česko

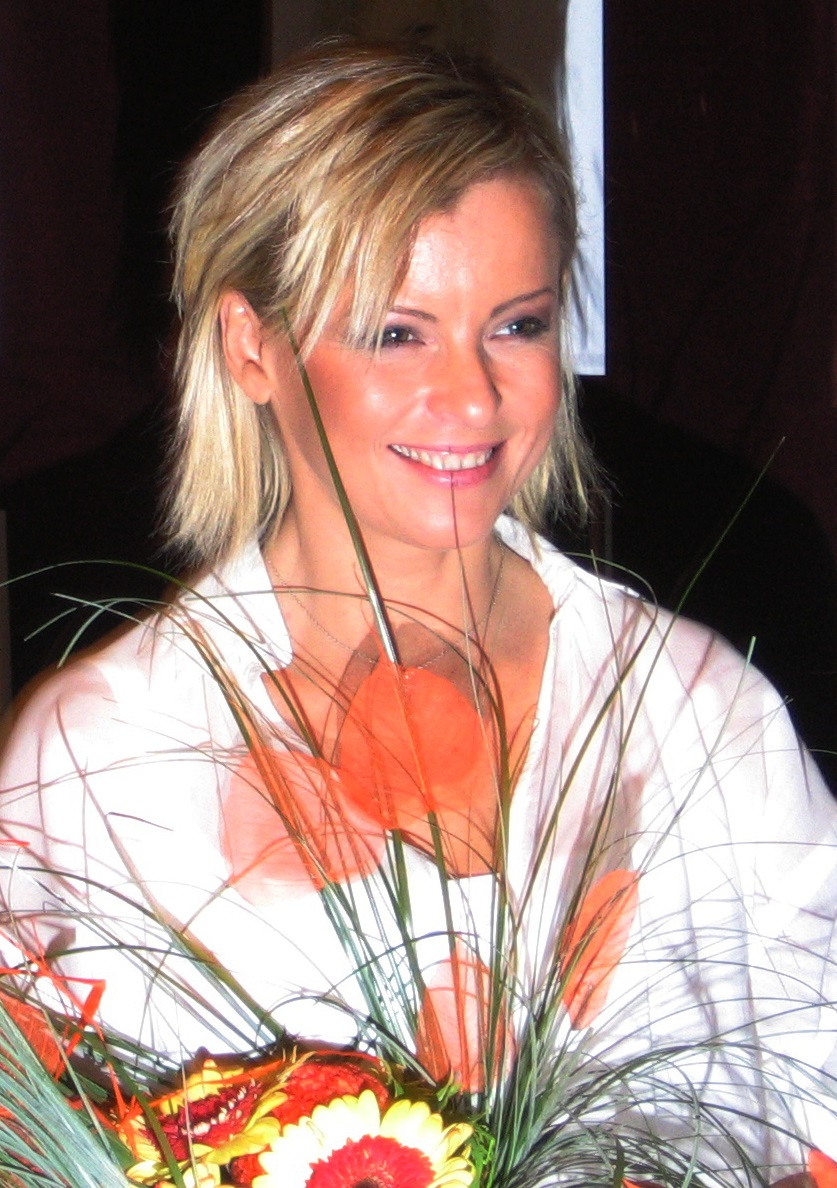
Iveta Bartošová († 2014)

- 1675 – Matouš Ferdinand Sobek z Bílenberka, arcibiskup pražský (* 19. září 1618)
- 1884 – František Bedřich Kott, hudební skladatel, varhaník a zpěvák (* 15. dubna 1808)
- 1895 – Hynek Jaroslav Mejsnar, klasický filolog, překladatel z řečtiny, básník (* 17. října 1837)
- 1921 – Jakub Hron Metánovský, učitel, fyzik, vynálezce a jazykový purista (* 4. června 1840)
- 1929 – Fráňa Kučera, básník (* 11. října 1897)
- 1934 – Karel Steiner, československý fotbalový reprezentant (* 26. ledna 1895)
- 1937 – Anton Günther, lidový básník a písničkář Krušnohoří (* 5. června 1876)
- 1946 – Jaroslav Preiss, ekonom, bankéř a politik (* 8. prosince 1870)
- 1947
  - Karel Čurda, voják, člen paradesantu Out Distance a konfident gestapa (* 10. října 1911)
  - Viliam Gerik, příslušník výsadku Zinc, spolupracovník gestapa (* 28. prosince 1920)
- 1959 – Bohuslav Burian, kněz, oběť komunistického teroru (* 16. října 1919)
- 1963 – Josef Tesla, ministr vlády Československa (* 22. února 1905)
- 1964
  - Anton Štefánek, československý politik slovenské národnosti (* 15. dubna 1877)
  - Jarmila Svatá, herečka a spisovatelka (* 23. září 1903)
- 1967 – František Wonka, římskokatolický duchovní a kronikář (* 11. května 1900)
- 1977 – Jan Knob, spisovatel (* 24. června 1904)
- 1981 – Miloslav Disman, divadelní a rozhlasový režisér (* 27. dubna 1904)
- 1988 – Jan Kapr, hudební skladatel (* 12. března 1914)
- 1990 – Jaromír Wolf, horolezec, expediční lékař, skaut (* 24. března 1919)
- 2004 – Radim Cvrček, režisér, scenárista a herec (* 30. listopadu 1931)
- 2014 – Iveta Bartošová, zpěvačka (* 8. dubna 1966)
- 2015 – Jiří Pelikán, spoluzakladatel Evropského hnutí fair play (* 4. června 1932)
- 2019 – Josef Šural, fotbalista (* 30. května 1990)

### Svět

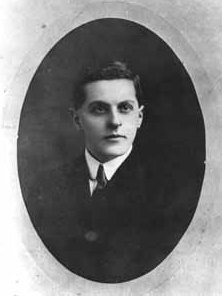
Ludwig Wittgenstein († 1951)

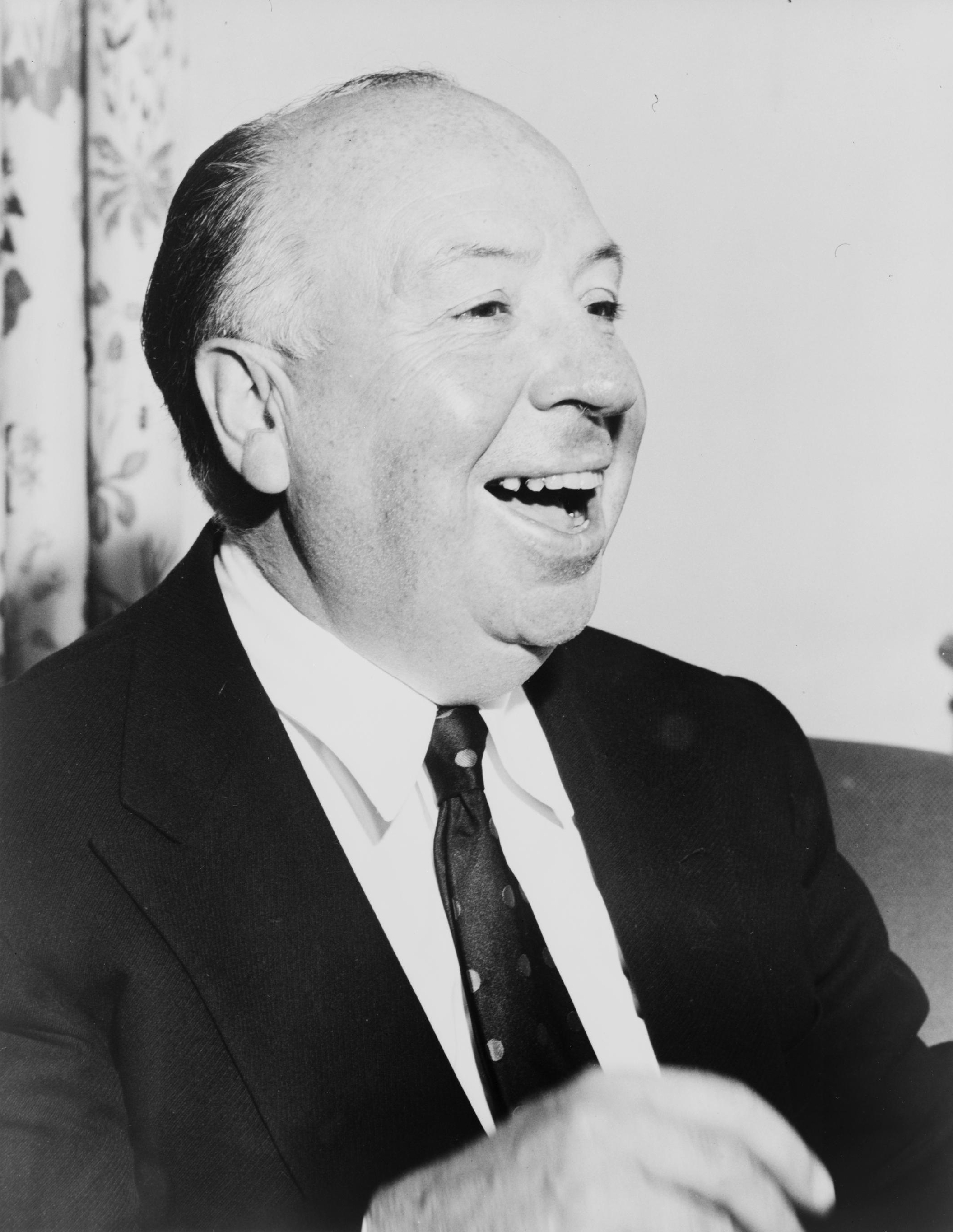
Alfred Hitchcock († 1980)

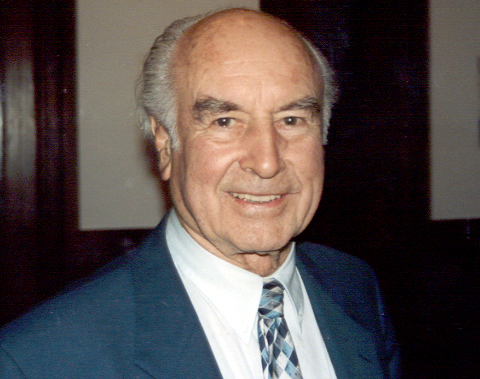
Albert Hofmann († 2008)

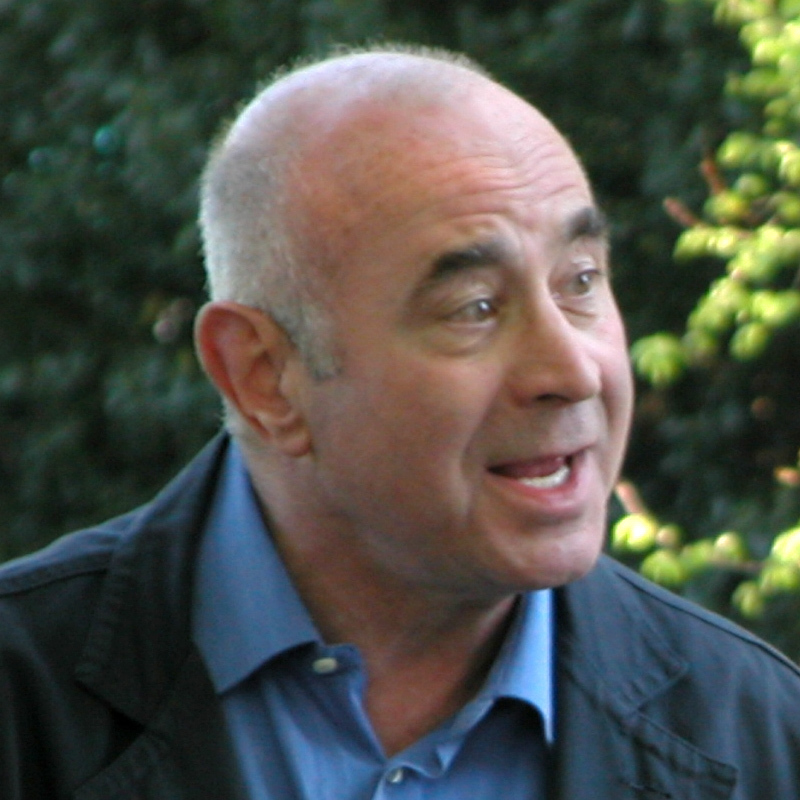
Bob Hoskins († 2014)

- 1347 – Marie Navarrská, aragonská královna (* 1330)
- 1380 – Kateřina Sienská, italská řeholnice (* 25. března 1347)
- 1608 – Marie Anna Bavorská, manželka arcivévody Karla II. (* 23. března 1551)
- 1630 – Théodore Agrippa d'Aubigné, francouzský učenec, vojevůdce, státník a spisovatel (* 8. února 1550)
- 1663 – Markéta Jolanda Savojská, vévodkyně parmská (* 15. listopadu 1635)
- 1676 – Michiel de Ruyter, nizozemský admirál (* 24. března 1607)
- 1707 – George Farquhar, irský dramatik (* 1677)
- 1743 – Abbé de Saint-Pierre, francouzský kněz, diplomat a osvícenský politický myslitel (* 18. února 1658)
- 1768 – Filippo della Valle, italský sochař (* 26. prosince 1698)
- 1771 – Bartolomeo Rastrelli, italský architekt v Rusku (* 1700)
- 1793 – John Michell, anglický filozof a geolog (* 25. prosince 1724)
- 1841 – Aloysius Bertrand, francouzský básník a spisovatel (* 20. dubna 1807)
- 1859 – Dionysius Lardner, irský fyzik a matematik (* 3. dubna 1793)
- 1881 – Antoine Samuel Adam-Salomon, francouzský sochař a fotograf (* 9. ledna 1818)
- 1882 – John Nelson Darby, angloirský biblista a evangelista (* 18. listopadu 1800)
- 1894 – Benjamin Brecknell Turner, britský fotograf (* 12. května 1815)
- 1900 – Muhammad Ali Ibrahim, egyptský princ († 2. července 1977)
- 1911 – Jiří ze Schaumburg-Lippe, německý kníže (* 10. října 1846)
- 1915 – Şehzade Mehmed Selaheddin, jediný syn osmanského sultána Murada V. (* 6. srpna 1861)
- 1916 – Jørgen Pedersen Gram, dánský matematik (* 27. června 1850)
- 1923 – Ernst von Plener, předlitavský politik (* 18. října 1841)
- 1933 – Konstantinos Kavafis, řecký básník (* 29. dubna 1863)
- 1935 – Leroy Carr, americký bluesový zpěvák a klavírista (* 27. března 1905)
- 1943 – Wilhelm Schlenk, německý chemik (* 22. března 1879)
- 1945 – Hermann Fegelein, velitel Waffen-SS (* 30. října 1906)
- 1947 – Irving Fisher, americký ekonom (* 27. února 1867)
- 1951 – Ludwig Wittgenstein, rakouský filozof (* 1889)
- 1953
  - Moïse Kisling, francouzsko-polský malíř (* 22. ledna 1891)
  - Alice Prinová, pařížská modelka, zpěvačka, herečka a malířka (* 2. října 1901)
- 1956 – Wilhelm von Leeb, německý polní maršál (* 5. září 1876)
- 1960 – Alois Zima, český architekt (* 31. ledna 1873)
- 1972 – Ntaré V., poslední král Burundi (* 2. prosince 1947)
- 1976 – Anna Barkovová, sovětská básnířka, novinářka a scenáristka (* 16. července 1901)
- 1980 – Alfred Hitchcock, britský a americký filmový režisér, scenárista a producent (* 13. srpna 1899)
- 1982
  - Petronij Gaj Amatuni, ruský spisovatel dětské literatury (* 29. června 1916)
  - Jimmy Jones, americký klavírista (* 30. prosince 1918)
- 1986 – Thomas N. Scortia, americký spisovatel (* 29. srpna 1926)
- 1990 – Max Bense, německý filozof a teoretik umění a vědy (* 7. února 1910)
- 1993 – Mick Ronson, britský rockový kytarista, zpěvák, skladatel (* 26. května 1946)
- 1994 – Russell Kirk, americký politický filozof a historik (* 19. října 1918)
- 2001 – Barend Biesheuvel, premiér Nizozemska (* 5. dubna 1920)
- 2005 – Alla Alexandrovna Andrejevová, ruská výtvarnice, žena básníka a mystika Daniila Andrejeva (* 25. února 1915)
- 2006 – John Kenneth Galbraith, americký ekonom (* 15. října 1908)
- 2007
  - Joseph Nérette, haitský prezident (* 1924)
  - Ivica Račan, chorvatský premiér (* 24. února 1944)
- 2008 – Albert Hofmann, švýcarský chemik (* 11. ledna 1906)
- 2012
  - Éric Charden, francouzský zpěvák (* 15. října 1942)
  - Joel Goldsmith, americký hudební skladatel (* 19. listopadu 1957)
  - Ervin Zádor, maďarský vodní pólista (* 7. června 1935)
  - Kenny Roberts, americký zpěvák (* 14. října 1927)
- 2014
  - Reuven Feuerstein, izraelský psycholog (* 21. srpna 1921)
  - Bob Hoskins, anglický herec (* 26. října 1942)
- 2015 – Giovanni Canestri, arcibiskup Janova, kardinál (* 30. září 1918)
- 2019 – Josef Šural, český fotbalista (* 30. května 1990)
- 2020
  - Irrfan Khan, indický herec (* 7. ledna 1967)
  - Jānis Lūsis, sovětský atlet lotyšské národnosti, olympijský vítěz v hodu oštěpem (* 19. května 1939)
  - Maj Sjöwallová, švédská spisovatelka a překladatelka (* 25. září 1935)

## Svátky

### Česko
- Robert, Roberta
- Robinson
- Roderik, Rodrigo
- Roland

### Svět
- Mezinárodní den tance
- Slovensko: Lea
- Japonsko: Den zeleně
- Japonsko: Narozeniny císaře Hirohita

### Liturgický kalendář
- Sv. Kateřina Sienská

| 29. duben v pražském KlementinuÚdaje jsou platné k 29. 4. 2025. | 29. duben v pražském KlementinuÚdaje jsou platné k 29. 4. 2025. | 29. duben v pražském KlementinuÚdaje jsou platné k 29. 4. 2025. |
| minimum                                                         | denní průměr                                                    | maximum                                                         |
| --------------------------------------------------------------- | --------------------------------------------------------------- | --------------------------------------------------------------- |
| 0,3 °C (1814)                                                   | 11,5 °C (od 1961)                                               | 30,7 °C (2012)                                                  |